# 政治責任法
政治責任法，是佛朗哥於1939年2月13日（西班牙內戰結束前兩個月）頒布的法律。當時共和國敗局已定，該法是針對西班牙第二共和國的所有忠誠支持者，並懲罰了戰敗共和國人民陣線的成員。
政治責任法於1942年進行了改革並一直有效到1966年，頒布的目的是為佛朗哥進行的鎮壓提供法律保障，並懲罰那些留在西班牙的人。這是戰後佛朗哥鎮壓的核心部分，估計有50萬人受到起訴。

## 歷史背景
1939年2月，加泰隆尼亞淪陷後不久，共和國戰敗，佛朗哥拒絕了共和政府投降的唯一條件：保證不對戰敗的共和政府支持者進行報復。
1939年2月13日，佛朗哥在布爾戈斯發表了政治責任法。法律宣布犯有軍事叛亂罪，即所有從1934年10月1日起成為人民陣線成員的人和所有反對7月17日至18日軍事政變的人，包括所有共和國政府官員和共和國武裝部隊的所有成員也受起訴。該法律具有追溯力，可追溯至1934年10月生效，這是一種法律偏差，因為那些遵守西班牙共和國合法組成的政府法律的人突然因“幫助叛亂”而被起訴。 
《政治責任法》規定了對被告及其家人的罰款和徵用財產（從100比塞塔到沒收被告所有的資產）。此外，額外的處罰包括限制從事專業活動、限制居住自由和取消西班牙公民身份。死者和失踪者可能會被追究責任，他們的家人會繼承經濟制裁。
政治責任法在1945年2月名義上被廢除。但政治責任委員會一直有效運作，直到 1966 年該法被有效廢除。1939年至1945年間，23,000,000人（西班牙人口的2%）中有 500,000人受到政治責任訴訟。